# I’m in Miami Bitch
I’m in Miami Bitch ist die Debütsingle des amerikanischen Electro-Rap-Duos LMFAO von 2008.

## Alternative Versionen
Der Liedtitel lautete ursprünglich I’m in Miami Bitch (dt.: Ich bin in Miami, Schlampe), wurde aber für die Aufführung im Radio bearbeitet als I’m in Miami Trick. Trick wird im Sinne der Radiotauglichkeit häufig als Platzhalter für bitch genutzt.
Es gibt viele alternative Versionen des Liedes, normalerweise an die Dance/Pop-Radiosender in der Stadt angepasst, in der es ausgestrahlt wird. Viele der unten aufgeführten Versionen wurden im iTunes Store und Zune Marketplace als Remixalbum mit dem Titel I’m In Your City Beach veröffentlicht, wobei die jeweilige Version nur in der entsprechenden Stadt erhältlich ist (mit Ausnahme von I’m in Miami Bitch).
Für einige internationale Veröffentlichungen außerhalb Nordamerikas wurde der englischsprachige Name des entsprechenden Landes verwendet. Beispielsweise lautet es für das Vereinigte Königreich (United Kingdom) I’m in the UK Bitch, in Kroatien (Croatia) I’m in Croatia Bitch, oder in den Vereinigten Arabischen Emiraten (United Arab Emirates) I’m in the UAE Bitch.
Auch gibt es eine Version für ein Werbevideo für die zweite Staffel der britischen Realityshow The Only Way Is Essex auf ITV2 mit dem Liedtext I’m in Essex Girl.

## Hintergrund
Der Song ist eine Parodie auf den luxuriösen „Miami Lifestyle“ im südlichen Florida. Er wurde als erste Singleauskopplung aus dem Album Party Rock von LMFAO in den USA am 16. Dezember 2008 veröffentlicht. Von dieser Single wurden 75.000 Einheiten verkauft. Das Lied wird als Titellied der US-Realityshow Kourtney and Khloé Take Miami verwendet.
2009 wurde ein Bootleg populär, der I’m in Miami Bitch und Let the Bass kick von Chuckie mixte. Der Track namens Let the Bass kick in Miami Bitch erreichte die Charts in England (Platz 9) und den Niederlanden (Platz 23). Weitere Remixe gab es von David Guetta.

## Kommerzieller Erfolg

### Chartplatzierungen
| ChartsChartplatzierungen       | Höchstplatzierung | Wochen |
| ------------------------------ | ----------------- | ------ |
| Vereinigte Staaten (Billboard) | 51 (20 Wo.)       | 20     |
| Vereinigtes Königreich (OCC)   | 86 (1 Wo.)        | 1      |

| ChartsChartplatzierungen     | Höchstplatzierung | Wochen |
| ---------------------------- | ----------------- | ------ |
| Vereinigtes Königreich (OCC) | 9 (12 Wo.)        | 12     |

### Auszeichnungen für Musikverkäufe
| Land/Region       | Auszeichnungen für Musikverkäufe (Land/Region, Auszeichnung, Verkäufe) | Verkäufe |
| ----------------- | ---------------------------------------------------------------------- | -------- |
| Australien (ARIA) | Platin                                                                 | 70.000   |
| Kanada (MC)       | Platin                                                                 | 80.000   |
| Insgesamt         | 2× Platin ·                                                            | 150.000  |

| Land/Region                  | Auszeichnungen für Musikverkäufe (Land/Region, Auszeichnung, Verkäufe) | Verkäufe  |
| ---------------------------- | ---------------------------------------------------------------------- | --------- |
| Europa (Impala)              | Gold                                                                   | (100.000) |
| Südkorea (KMCA)              | —                                                                      | 310.300   |
| Vereinigtes Königreich (BPI) | Silber                                                                 | 200.000   |
| Insgesamt                    | 1× Silber · 1× Gold ·                                                  | 510.300   |